# Ishi

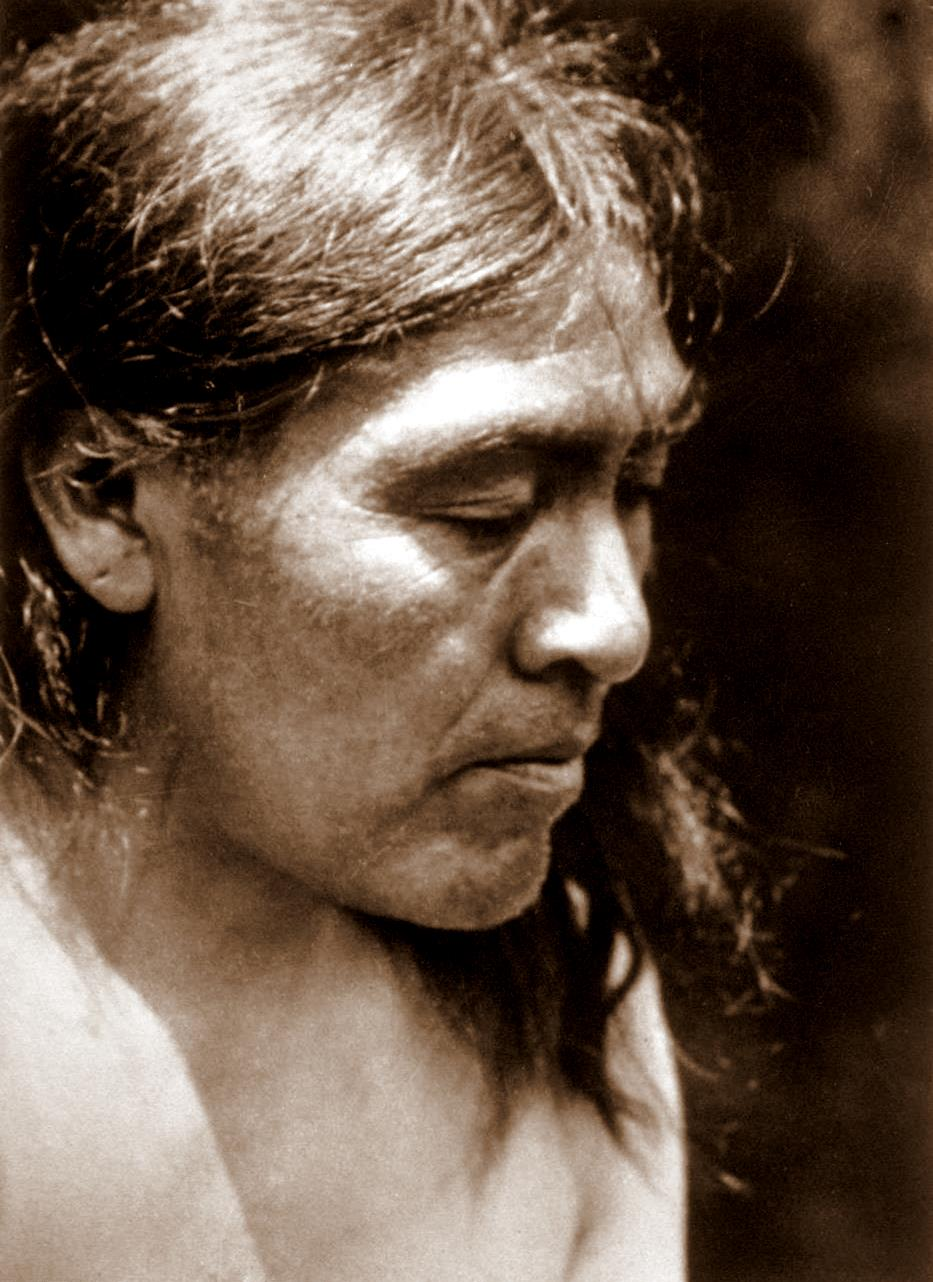
Ishi

Ishi (ca. 1861 – 25 maart 1916) was het laatst bekende lid van het Indiaanse Yahi-volk uit de huidige staat Californië in de Verenigde Staten. De rest van de Yahi (en vele leden van hun moederstam, de Yana) was gedood tijdens de Californische genocide, die begon in 1849, het beginjaar van de Californische goudkoorts. In 1850 woonden er ruim tweeduizend Yana in Californië, tegenover slechts veertien in 1870.
Ishi staat algemeen bekend als de 'laatste wilde indiaan' in Amerika. Hij had het grootste deel van zijn leven buiten de Amerikaanse maatschappij doorgebracht. In 1911 werd hij, op 50-jarige leeftijd, gespot in een schuur, drie kilometer van het centrum van Oroville (Californië).
Ishi, wat in de Yana-taal "man" betekent, is een aangenomen naam. De antropoloog Alfred Kroeber gaf hem deze naam omdat in de Yahicultuur de traditie vereiste dat hij zijn eigen naam niet uitsprak totdat hij formeel werd geïntroduceerd door een andere Yahi. Toen hem zijn naam werd gevraagd, zei hij: "Ik heb er geen, omdat er geen mensen waren om mij een naam te geven", wat betekent dat er geen andere Yahi was die zijn naam namens hem had uitgesproken.
Ishi werd meegenomen door antropologen van de Universiteit van Californië in Berkeley die hem zowel bestudeerden als inhuurden als conciërge. Hij woonde het grootste deel van zijn resterende vijf jaar in een universiteitsgebouw in San Francisco. Over hem zijn meerdere films en boeken verschenen, waarbij het biografische verslag Ishi in Two Worlds (1961) van Theodora Kroeber het bekendste is.